# Гай Манос
Гай Манос (англ. Guy Manos, нар. 7 вересня 1959, Клівленд, Огайо, США) — колишній чемпіон світу та багаторазовий світовий рекордсмен з парашутного спорту. Також відомий за своїми роботами в кіноіндустрії, де він переважно був каскадером, чи координатором повітряних трюків, проте встиг відзначитись також як сценарист і режисер декількох фільмів. Також він знявся як актор, в ролі самого себе, в третьому епізоді езотеричного, псевдонаукового серіалу В пошуках....

## Особисте життя
Гай Манос одружений, має двох дітей. Дружина Пам Манос також досвідчена парашутиска, cпільно з чоловіком неодноразово працювала каскадером на кіновиробництві, виконуючи складні повітряні трюки в кадрі. Подружжя Манос є співвласниками і керівниками дропзони «Skydive Miami» в містечку Гомстед, в штаті Флорида.

## Кар'єра парашутиста
Гай Манос виконав понад 10 тисяч стрибків з парашутом. В складі команди «DeLand Air Bears», 1985 року, здобув титул чемпіона світу з парашутної групової акробатики серед четвірок.
Гай Манос був організатором і учасником низки світових рекордів в парашутному спорті, таких як:
- Перша в світі формація зі 100 парашутистів у вільному падінні з фіксацією двох фігур в одному стрибку. Рекорд встановлено 1992 року в місті Деланд, Флорида[5].
- Перша в світі формація з 200 парашутистів у вільному падінні. Рекорд встановлено 1992 року в місті Мертл-Біч, Південна Кароліна[5].

Журнал Skydiving при підбитті підсумків 1992 року, нагородив Гая Маноса титулом «парашутист року» (англ. 1992 Skydiver of the Year).

## Кар'єра в кіно
На початку своєї голівудської кар'єри, Гай Манос виконував повітряні трюки, зокрема у таких фільмах як Скелелаз, Сильвестра Сталлоне чи Останній кіногерой, де Манос був дублером Арнольда Шварценеггера. Виконуючи каскадерську роботу, Манос навчився писати сценарії, інсценувати та режисерувати повітряні сцени. Серед найпомітніших робіт Гая Маноса в кінематографі, є його участь у фільмах:
- Зона висадки 1994 року, де Манос був одним із авторів сценарію, координатором повітряних трюків і також, окрім роботи за кадром, він виступив як дублер актора Гері Б'юзі[7].
- Затяжний стрибок 2000 року. У цьому фільмі Манос був режисером, сценаристом і також виконував деякі трюки в кадрі замість Тома Беренджера. Його дружина Пам Манос також взяла участь у роботі над фільмом, виконуючи роль дублера Максін Банс[8].

Окрім того він виконував трюки ще в багатьох голлівудських фільмах, зокрема у таких як Стирач 1996 року, Джордж із джунглів 1997 року, Вірус 1999 року, Будь кмітливим 2008 року та інших.